# 松本白鸚 (初代)
初代 松本 白鸚（しょだい まつもと はくおう、1910年（明治43年）7月7日 - 1982年（昭和57年）1月11日）は、日本の歌舞伎役者。屋号は高麗屋、定紋は、四つ花菱、替紋は浮線蝶。日本芸術院会員、重要無形文化財保持者（人間国宝）。
本名は藤間 順次郎（ふじま じゅんじろう）。俳名に錦升（きんしょう）がある。「白鸚」の名跡は襲名披露興行の舞台以外にほとんど実績のない事実上の隠居名で、存命中は八代目 松本 幸四郎（はちだいめ まつもと こうしろう）として知られた。

## 来歴
七代目松本幸四郎の次男として東京に生まれる。父の方針で暁星学園に通学し、舞台に立ったのは学生時代からだったため、子役の経験がない。彼自身は後年、もし歌舞伎役者にならなかったら画家を目指していただろうと語っている。
1926年（大正15年）二代目松本純蔵の名で初舞台。1928年（昭和3年）初代中村吉右衛門の門に入る。のちに吉右衛門の娘・波野正子を妻に迎える。
1931年（昭和6年）4月明治座の『菅原伝授手習鑑・車引』の梅王丸で、五代目市川染五郎を襲名。戦後は菊・吉の二大俳優の後継者として頭角を顕わす。1948年（昭和23年）文部省芸術祭賞受賞。翌年（昭和24年）8月東京劇場『勧進帳』の弁慶と『ひらかな盛衰記・逆櫓』の樋口次郎で、八代目松本幸四郎を襲名。
進取の気性に富み、従来の歌舞伎役者の殻を破る活動に積極的に挑んだ。1957年（昭和32年）には文学座の『明智光秀』に出演。また1959年（昭和34年）『娘景清八嶋日記』では八代目竹本綱太夫や九代目竹澤彌七と共演、それまで相容れなかった文楽との共演を実現し、テアトロン賞と毎日芸術賞を受賞した。さらに1960年（昭和35年）にはシェイクスピアの『オセロ』に挑んで話題となった。
1961年に松竹を離れ、劇作家菊田一夫の招きで、息子二人と一門とでこぞって東宝に移籍、歌舞伎界に大きな衝撃を与えた。これが歌舞伎役者が他分野の演劇に進出するひとつのきっかけとなる。その後も東宝で山本富士子や山田五十鈴らの女優と舞台で共演するなどしたが、東宝の興行方針に対する不満や自己の芸術観と菊田の脚本との相違・ずれなど問題が絶えず、この移籍は必ずしも成功とはいえないものだった。
移籍後も国立劇場で、1969年（昭和44年）6月の河竹黙阿弥作の歌舞伎『蔦紅葉宇都谷峠』（文弥殺し）復活上演など埋もれた古典に取り組んだり、同年11月には三島由紀夫作の新歌舞伎『椿説弓張月』を初演するなど精力的に歌舞伎の舞台に立った。10年後松竹に復帰し、再び歌舞伎座の舞台に立つようになる。
1972年（昭和47年）紫綬褒章。1974年（昭和49年）日本芸術院賞、1976年（昭和51年）日本芸術院会員、1978年（昭和53年）文化功労者、1980年（昭和55年）NHK放送文化賞などを授与された。1975年（昭和50年）、重要無形文化財保持者（人間国宝）に各個認定されている。
1981年（昭和56年）10月、「松本幸四郎」の名跡を長男の六代目市川染五郎に譲り、自らは初代「松本白鸚」に改名。「白鸚」は父・七代目松本幸四郎が使った雅号からとった。この襲名披露では八代目の孫である三代目松本金太郎も七代目市川染五郎を襲名し、高麗屋三代の襲名となった。
この襲名披露が、白鸚としては唯一、そして生涯最後の舞台となった。晩年に発症したベーチェット病が進行して、この頃には全身に痛みが走って思うように動けず、襲名披露の平伏の挨拶も苦痛に堪えながらのものだった。翌月初めには文化勲章を受章、病身を押して皇居での親授式に臨んでいる。その2か月後の1982年1月11日、ベーチェット病悪化に伴う心不全のため死去。71歳没。墓は東京・池上本門寺にあり、父・七代目幸四郎と並んで建てられている。
白鸚の名は隠居名であるため長らくこれを襲名する者はなかったが、没後36年後となる2018年1月に長男の九代目幸四郎が二代目白鸚を襲名。さらに、九代目の長男（初代白鸚の孫）である七代目市川染五郎が十代目松本幸四郎を、九代目の孫（初代白鸚の曾孫）である四代目松本金太郎が八代目市川染五郎をそれぞれ襲名し、前回の高麗屋三代同時襲名を再び行う形となった。

## 芸風

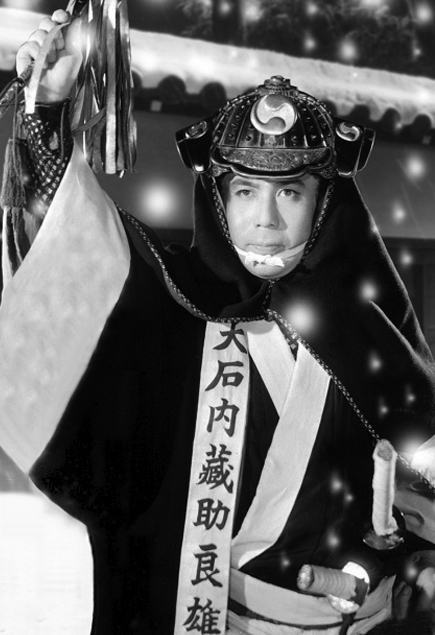
『忠臣蔵 花の巻・雪の巻』（1954年 松竹）

男らしい風格のある芸風で、父・七代目幸四郎の豪快さと岳父・初代吉右衛門の丸本物の素養とが見事に融合したものだった。
古典では、歌舞伎十八番の『勧進帳』の武蔵坊弁慶、『鳴神』の鳴神上人、『暫』の鎌倉権五郎景政、丸本物では『仮名手本忠臣蔵』の大星由良助、『菅原伝授手習鑑』の松王丸、『義経千本桜』の平知盛、忠信、『妹背山婦女庭訓』の大判事清澄、『一谷嫩軍記』の熊谷直実、『ひらがな盛衰記』の樋口次郎、『双蝶々曲輪日記』の濡髪長五郎、『梶原平三誉石切』の梶原景時、生世話物では『極附幡随長兵衛』の長兵衛、『佐倉義民伝』の宗吾、『五大力恋緘』の源五兵衛、『天紛衣上野初花』の河内山宗俊、『籠釣瓶花街酔醒』の佐野次郎左衛門、『絵本合法衢』の立場の太平次など、いずれの当り役もニンに合ったコクのある役どころだった。
新歌舞伎では『井伊大老』の井伊直弼や『元禄忠臣蔵』の大石内蔵助などが当り役。大星由良助／大石内蔵助は生涯の当り役で、映画でも『忠臣蔵 花の巻・雪の巻』（1954年松竹版と1962年東宝版の両方）や『元禄忠臣蔵 琴の爪』（1957年東宝版）などでこれを演じている。
また池波正太郎原作のテレビ時代劇『鬼平犯科帳』で演じた長谷川平蔵は、池波が初代白鸚をイメージして書いたといわれるだけに当り役となった。

## 評伝
- 千谷道雄『幸四郎三国志　菊田一夫との四〇〇〇日』（文藝春秋、1981年）- 東宝時代を描く
- 『初代 松本白鸚の世界』（北隆館、1988年）- 追悼写真集
- 谷川建司『高麗屋三兄弟と映画』（雄山閣、2018年）

## 逸話
- 次男の二代目中村吉右衛門が、自身が司会を務めた『美味しさの物語 幸福の一皿』での話によると、家族ですき焼きを食べる際に、初代白鸚は入れたそばから玉ねぎを口にするほどだったという。少年時代の吉右衛門もそれを真似して食べたところ、生同然で辛い味だったため、大変な目に遭ったと述懐している。
- 初代白鸚は前述にもある通り、歌舞伎役者にならなければ画家を目指していたと語っており、自宅には絵画を必ず飾り、また自らも絵筆を持って描いていたほどであったという[注釈 2]。その芸術家肌は長男の二代目白鸚と次男の二代目吉右衛門にも受け継がれ、二代目白鸚は自身のエッセイで自画像を多く描き、二代目吉右衛門は自身で個展を開くほど父譲りの才能を見せていた。
- 『娘景清八嶋日記』で盲目の武将悪七兵衛景清をつとめたとき、リアルさを強調するために両眼に赤いハードコンタクトレンズを着用した。長時間の使用は失明の危険があるとの忠告を押し切ってのもので、「たとえ、目が見えなくなっても悔いはない、そんな気持ちで演じたのでしょう」と、共演した二代目吉右衛門が述懐している。

## 受賞
出典：
- 芸術祭賞（昭和24年、31年）
- 毎日演劇賞（昭和31年）
- 第1回毎日芸術賞（昭和34年）
- 第5回テアトロン賞（昭和34年）
- 紫綬褒章（昭和47年）
- 第30回日本芸術院賞（昭和49年）
- 人間国宝（昭和50年）
- 日本芸術院会員（昭和51年）
- 文化功労者（昭和53年）
- 第13回NHK放送文化賞（昭和55年）
- 文化勲章（昭和56年度）

## 出演

### 歌舞伎の当り役
- 『仮名手本忠臣蔵』の大星由良助、寺岡平右衛門
- 『絵本太功記』「太十 たいじゅう」の武智光秀
- 『菅原伝授手習鑑』「寺子屋 てらこや」の松王丸
- 『ひらかな盛衰記』の樋口次郎兼光
- 『梶原平三誉石切』（石切梶原 いしきり かじわら）の梶原平三
- 『東海道四谷怪談』の民谷伊右衛門
- 『於染久松色読販』（お染の七役）の鬼門の鬼兵衛
- 『天衣紛上野初花』（河内山 こうちやま）の河内山宗俊
- 『四千両小判梅葉』（四千両 しせんりょう）の藤岡藤十郎
- 『梅雨小袖昔八丈』（髪結新三 かみゆい しんざ）の弥太五郎源七
- 『極付幡随長兵衛』（湯殿の長兵衛 ゆどのの ちょうべえ）の幡随院長兵衛
- 『東山桜荘子』（佐倉義民伝 さくら ぎみんでん）の木内宗吾
- 『積恋雪関扉』（関の扉 せきのと）の関守関兵衛

### 映画
- 花の生涯 彦根篇 江戸篇（1953年、松竹） - 井伊直弼 役
- 忠臣蔵 花の巻・雪の巻（1954年、松竹） - 大石内蔵助 役
- 荒木又右衛門（1955年、松竹） - 荒木又右衛門 役
- 阪妻追善記念映画 京洛五人男 （1956年、松竹）
- 元禄忠臣蔵「大石最後の一日」より　琴の爪   （1957年、東宝）- 大石内蔵助 役
- 大忠臣蔵（1957年、松竹） - 立花左近 役
- 柳生武芸帳 双龍秘剣（1958年、東宝） - 柳生兵庫介 役
- 大東京誕生 大江戸の鐘（1958年、松竹、大曽根辰保監督）- 小栗上野介 役
- 敵は本能寺にあり（1960年、松竹） - 明智光秀 役
- 野盗風の中を走る（1961年、東宝）
- 忠臣蔵 花の巻・雪の巻（1962年、東宝） - 大石内蔵助 役
- 侍（1965年、東宝） - 井伊直弼 役
- 東宝8.15シリーズ（東宝）
  - 日本のいちばん長い日（1967年） - 昭和天皇 役
  - 連合艦隊司令長官 山本五十六（1968年） - 米内海軍大臣 役[7]
  - 日本海大海戦（1969年） - 明治天皇 役[7]
- 超高層のあけぼの（1969年、東映） - 江戸英雄 役
- 雲霧仁左衛門（1978年、松竹） - 辻蔵之助 役

### テレビドラマ
- 惜春 （1966年、TBS） - 辰三 役
- 鬼平犯科帳（1969年 NET） - 長谷川平蔵 役
- 大忠臣蔵（1971年 NET） - 立花左近 役
- 黄金の日日（1978年、NHK）第33話「海賊船」 - 高砂甚兵衛 役（親子競演）
- 半七捕物帳（1979年 ANB） - 吉五郎 役
- 斬り捨て御免!（1981年、12Ch） - 白河楽翁 役

## 家族・親族
十一代目市川團十郎は実兄、二代目尾上松緑は実弟、四代目中村雀右衛門の妻は実妹。
妻・正子（せいこ）は初代中村吉右衛門の長女で、小唄「松派」の家元。二代目松本白鸚（九代目松本幸四郎）は長男、二代目中村吉右衛門は次男。
十代目松本幸四郎（七代目市川染五郎）、女優の松本紀保、松たか子は孫。孫婿は俳優の川原和久（松本紀保の夫）、音楽プロデューサーの佐橋佳幸（松たか子の夫）、歌舞伎俳優の八代目尾上菊五郎（二代目吉右衛門四女の夫）。
曽孫は八代目市川染五郎と六代目尾上菊之助（祖父同士が兄弟の再従兄弟にあたる）。三味線奏者の三代目・今藤長十郎はいとこ。